# Хемскерк, Фенни
Фенни Хемскерк (Хеемскерк ; нидерл. Fenny Heemskerk; 3 декабря 1919, Амстердам — 8 июня 2007, Амерсфорт) — нидерландская шахматистка, гроссмейстер (1978).
Член международной женской комиссии ФИДЕ (1953—1956). 10-кратная чемпионка Нидерландов (1937—1961). Свыше 10 лет участвовала в соревнованиях на первенство мира: турнир на первенство мира (Москва, 1949/1950) — 8-е место; зональный турнир ФИДЕ в Венеции (1951) — 1-е м. Участница турниров претенденток: Москва (1952) — 2—3-е, 1955 — 9-е; Врнячка-Баня (1961) — 15—16-е места. Победительница «Хоховен-турнира» (1959).

## Изменения рейтинга
| Графики недоступны из-за технических проблем. См. информацию на Фабрикаторе и на mediawiki.org. |